# 张村乡 (辉县市)
张村乡，是中华人民共和国河南省新乡市辉县市下辖的一个乡镇级行政单位。

## 行政区划
张村乡下辖以下地区：
张村、牛村、裴寨村、贾庄村、三庆村、杨圪档村、砂锅窑村、柴庄村、杨吕村、大王庄村、井南凹村、山前村、樊庄村、郗庄村、滑峪村、枣园村、里沟村、和漫村、赵窑村、平岭村、汪沟村、宰河村、流河村和黄道水村。